# Francesco Melzi d'Eril
Pour les articles homonymes, voir Melzi.
Ne doit pas être confondu avec Francesco Melzi.
Francesco Melzi d'Eril, né le 6 mars 1753 à Milan et mort le 16 janvier 1816 dans la même ville, 9e comte de Magenta, duc de Lodi, est un homme politique italien. Il est vice-président de la République italienne de 1802, jusqu'à sa transformation en royaume d'Italie en 1805, qui est l'œuvre de Napoléon Ier.

## Biographie

### Les origines et les études
Francesco Melzi d'Eril est le fils de Gaspare et de Marianna Teresa d'Eril, il naît dans une famille nombreuse de l'aristocratie milanaise, la famille des Melzi d'Eril (it) qui avait donné naissance à Francesco Melzi, héritier de Léonard de Vinci et son plus fidèle collaborateur. La sœur de Francesco, Paola (1751-1804), avait épousé Juan Felipe Rebolledo de Palafox (1721-1799), marquis de Lazán, avec qui elle eut trois fils, dont José de Palafox y Melzi.
Au cours de cette période, la situation financière de la famille est précaire. Ceci en raison du comportement du grand-père paternel Francesco Saverio Melzi qui, pendant la guerre de Succession d'Autriche, s'était rangé dans le camp des Espagnols, et dont les conséquences furent graves lorsque l'impératrice Marie-Thérèse reconquit ses domaines milanais. Pour preuve de la situation désastreuse, Francesco Melzi naît dans la maison de son oncle, parce que la leur est confisquée par des créditeurs.
C'est toujours grâce à son oncle qu'il peut faire des études chez les jésuites, d'abord au collège des nobles à Brera, puis à l'école palatine où il fait la connaissance du scientifique Roger Joseph Boscovich avec qui il noue une profonde amitié. En 1773 l'empereur Joseph II, dans le cadre de sa politique des Lumières, retire aux écoles religieuses la possibilité de délivrer des diplômes et c'est probablement pour cette raison que Francesco Melzi n'obtint jamais son titre.

### Les premières expériences politiques
Mu par la passion du jeu, Melzi est en contact avec les personnages les plus importants du siècle de Lumières milanais et du monde des lettres (Pietro Verri, Cesare Beccaria, Giuseppe Parini et Ippolito Pindemonte) qu'il rencontre dans les salons de jeux renommés de Milan.
C'est à cette époque qu'il fait une série de voyages en Europe où il peut s'initier aux différentes politiques appliquées par les souverains absolutistes de l'époque des Lumières ainsi qu'expérimenter le parlementarisme anglais.
Il se rapproche des positions libérales qui lui feront juger les premières années de la Révolution française avec sympathie. Il ne partage pas l'évolution vers la politique de radicalisation de la révolution et en particulier la politique antireligieuse.

### La présence de Napoléon en Italie
Melzi accueille avec faveur l'arrivée à Milan de Napoléon Bonaparte et après avoir été membre du comité des finances, lors de la naissance de la République cisalpine il en devient rapidement le principal membre politique. Cependant, quand d'un côté les secteurs les plus radicaux prennent l'avantage et que, de l'autre, il se rend compte que Bonaparte ne souhaite pas répondre aux aspirations unitaires des Italiens, il se retire de la vie politique et quitte l'Italie.
Cela dure peu de temps : après les déconvenues françaises de 1799 face aux armées austro-russes et la revanche française avec le triomphe de Marengo en 1800, Melzi est envoyé en France pour discuter du nouvel équilibre politique à donner à l'Italie. Lors de la création de la République italienne dont Napoléon Bonaparte est élu président, il est nommé vice-président.
La contribution de Melzi est importante au cours des trois ans de l'existence de la République, particulièrement en faveur de son autonomie. On peut lui attribuer la modernisation de l'administration avec l'ouverture des charges publiques à tous les citoyens quel que soit le rang social. Le concordat de 1803 est le début d'une série d'importantes mesures publiques.
En 1805, Napoléon devenu empereur des Français transforme la République en royaume d'Italie, se fait couronner roi d'Italie et confie la charge de vice-roi à Eugène de Beauharnais.
Napoléon, que Melzi a toujours refusé d'encenser, le fait duc de Lodi et lui confie la charge honorifique de grand chancelier du royaume qu'il conserve jusqu'en 1814. Melzi se bat jusqu'à la fin de sa vie pour une véritable autonomie de son pays.

### Le retour des Autrichiens
Le destin ne lui épargne pas d'assister au retour de Milan sous l'autorité autrichienne en 1815. Il limite ses contacts avec le gouvernement autrichien à de courtois rapports épisodiques et il refuse en décembre 1815 de recevoir à Bellagio le maréchal autrichien Sommariva (de).
Il meurt le 16 janvier 1816 à l'âge de 63 ans dans son palais de Milan. Les journaux ne rapportent pas la nouvelle de sa mort pour éviter des démonstrations anti-autrichienne alors que l'Empereur François Ier est en ville. Ses funérailles, fastueuses, se déroulent le 28 mars. Son cercueil est enseveli dans sa villa de Bellagio, sur le lac de Côme.
Le 16 janvier, ses archives sont mises sous séquestre par la police du gouvernement de Milan du comte Francesco Saurau (it), puis emmenées à Vienne le 22 janvier. Elles ne seront rendues incomplètes qu'après la fin de la Première Guerre mondiale.

## Titres et décorations
- 9e comte de Magenta (1777) ;
- 1er duc de Lodi et du Royaume (décret impérial du 20 décembre 1807, lettres patentes du 1er février 1810) ;
- Donataire (rentes : 200 000 francs, par décret impérial du 20 décembre 1807) ;

- Grand dignitaire de l'ordre de la Couronne de Fer[2] ;
- Grand aigle de la Légion d'honneur[2] ;

## Armoiries
| Figure | Blasonnement |
|        | Armes des Melzi, comtes de Magenta Tranché d'or sur gueules, l'or chargé d'une aigle de sable, couronnée du champ., |
|        | Armes du Duc de Lodi et « du Royaume » (décret du 20 décembre 1807 et lettres patentes du 1er février 1810) D'argent, à une couronne de feuillage de sinople, liée en bas de deux rubans de gueules, au chef de gueules, semé d'étoiles d'argent., On trouve aussiD'argent à une couronne de feuilles de chêne, alternées d'or et de sinople, glandées d'azur et liées de gueules ; au chef des ducs de l'Empire., - Manteau de sinople, doublé de vair, sommé d'une toque de sable, retroussée d'hermine, panachée de sept plumes d'autruche d'argent. - Livrée : rouge, blanc, bleu céleste. |